# فرودگاه منطقه‌ای هارتسویل
فرودگاه منطقه‌ای هارتسویل (به انگلیسی: Hartsville Regional Airport) یک فرودگاه همگانی بهره‌برداری هوایی با کد یاتا HVS است که یک باند فرود آسفالت دارد و طول باند آن ۱۵۲۴ متر است. این فرودگاه در کشور ایالات متحده آمریکا قرار دارد و در ارتفاع ۱۱۱ متری از سطح دریا واقع شده‌است.